# Келлер, Роналд
Роналд Келлер (нидерл. Ronald Keller; род. 27 марта 1958) — нидерландский дипломат, посол Нидерландов в России (2009—2013).

## Биография
Келлер родился 27 марта 1958 года, В 1983 году окончил Университет Амстердама по специальности экономика. В 1988—2000 годах работал в Министерстве финансов. С 1991 по 1994 годы служил первым нидерландским исполнительным директором в Европейском банке реконструкции и развития в Лондоне.
С 2000 года работал в Министерстве иностранных дел Нидерландов:
- 2000—2005 — Генеральный директор международного сотрудничества.
- 2005—2009 — посол Нидерландов на Украине.
- 2009—2013 — посол Нидерландов в России[3].
- 2013—2015 — посол Нидерландов в Турции.
- 2015—наст. время — посол Нидерландов в Китае и Монголии[2].